# Trachonitis cristella
Trachonitis cristella är en fjärilsart som beskrevs av Jacob Hübner 1796. Trachonitis cristella ingår i släktet Trachonitis och familjen mott. Inga underarter finns listade i Catalogue of Life.